# Массовое убийство в Ногылли

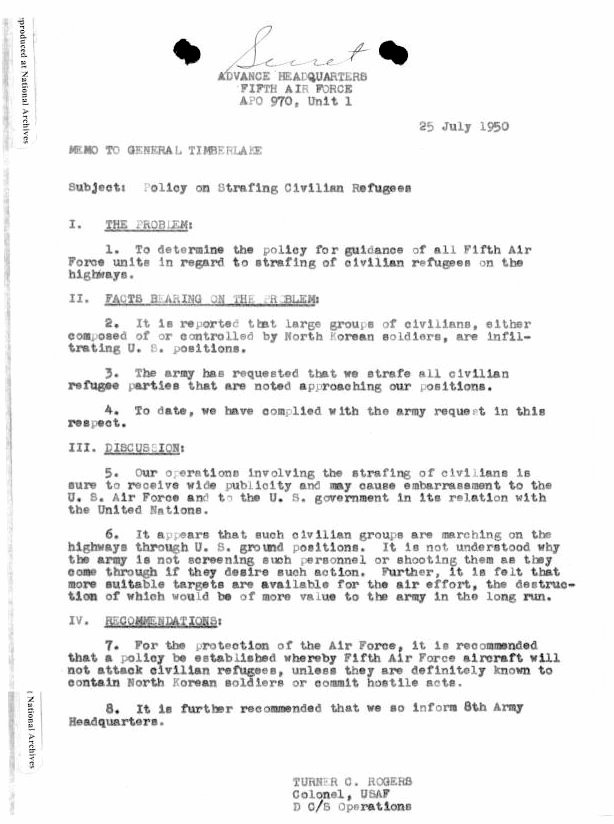
Меморандум 25 июля 1950 Air Force: «The army has requested we strafe all civilian refugee parties that are noted approaching our positions….To date we have complied with the army request in this respect.» An Army inquiry would later find no source order for such a suggestion, though the same implication has been discovered in a memo to the State Dept.

Ногылли́ (кор. 노근리, 老斤里) — деревня в Южной Корее, в уезде Йондон провинции Чхунчхон-Пукто, расположенная примерно в 255 километрах от Сеула.
Примерно в ста метрах от деревни в период с вечера 26 июля по утро 29 июля 1950 года (во время Корейской войны) было убито неизвестное количество корейских беженцев, пытавшихся спастись от наступавшей армии КНДР путём перехода в более южные районы Корейского полуострова через позиции американской армии.
25 июля в деревушке Имгери́ по указанию американских войск собрались порядка 200 беженцев из близлежащих деревень. К вечеру того же дня количество беженцев увеличилось до 500—700 человек, которых американцы переместили на 1,5 километра в свой тыл и приказали укрыться в низине у небольшого ручья. Утром 26 июля беженцы не обнаружили в окрестностях ни одного солдата, и направились на юг в сторону города Тэгу по автомобильной дороге. Примерно через 5 километров они наткнулись на американский танк, танкисты которого приказали им перейти на железнодорожные пути и двигаться по ним (железная дорога проходила параллельно автомобильной). Ещё через километр (примерно в 100 метрах от Ногылли) их встретили 7-8 пехотинцев из 7-го кавалерийского полка 1-й кавалерийской дивизии 8-й армии США, которые приступили к досмотру личных вещей беженцев, а после досмотра передали сообщение по рации и скрылись из вида, ничего беженцам не сообщив.
Через некоторое время в небе появился американский самолёт, который сбросил бомбу на беженцев. Огонь по ним открыли и занявшие позиции неподалёку американские солдаты. По свидетельствам выживших, только от воздушной атаки погибло не менее 100 человек. Основная масса беженцев спустилась по насыпи и спряталась в двойном тоннеле железнодорожной эстакады, однако, самолёт продолжал кружить над железнодорожным полотном и в течение 20 минут обстреливать тоннель. Пехотинцы же продолжали обстреливать загнанных в тоннель беженцев ещё почти трое суток — до утра 29 июля. 26 июля примерно десяти гражданским лицам удалось бежать.
Судя по зарегистрированным в органе самоуправления деревни Ногылли обращениям жителей, жертвами авианалёта и обстрела из автоматического оружия стали 248 человек, 177 из которых погибли, 51 ранен и 20 пропали без вести. Однако эти цифры расходятся с цифрами, представленными южнокорейским правительством и западными исследователями. Официальные цифры южнокорейского правительства: жертвами обстрела стали 218 человек, из них 150 были убиты, 55 ранены и 13 пропали без вести. BBC указывает цифру в 400 погибших
Предполагается, что это был не единичный случай, аналогичных случаев было около 60.
Результаты расследования Пентагоном инцидента при Ногылли были обнародованы в январе 2001-го года. Следствие признало убийства гражданских лиц при Ногылли делом рук американских солдат, но сделало заключение о том, что эти убийства явились лишь одним из присущих войне несчастных случаев.
Какой бы ни была неразбериха в то время, зафиксирован телефонный лог — «Не пропускать гражданских за линии обороны». «Чтобы ни один беженец не пересёк линию (обороны). Стрелять по всем, кто будет пытаться пересечь линии. В случаях с женщинами и детьми — поступать по своему усмотрению» — такой была передача офицера связи штаба 1-й кавалерийской дивизии.
Запись зафиксирована 8-м кавалерийским полком, не находившемся в зоне деревни Ногылли.
Также были найдены документы, доказывающие, что ВВС США атаковали группы беженцев по просьбе сухопутных войск. Полковник
ВВС США Тёрнер Роджерс (Turner Rodgers) сделал следующую заметку за день до событий возле Ногылли: «Сухопутные войска обратились к нам с просьбой атаковать любые группы беженцев, которые будут замечены в приближении к нашим позициям».